# 秀臣
秀臣（Thiounn Thioeunn，1919年—2006年6月16日），柬埔寨政治家、共产主义者。他是民主柬埔寨及红色高棉领导人之一。
秀臣于1919年（一说为1920年）在金边的一个富农家庭出生。他是家中的长子。后来前往法国学习医学，成为一名激进的知识分子。回到柬埔寨后，他加入了柬埔寨共产党。他的两个弟弟随后也加入了红色高棉。
1975年，红色高棉掌权。1976年西哈努克亲王辞职后，秀臣被任命为民主柬埔寨的卫生部长。不过他在红色高棉领导层中地位不高，仅被视为党内的知识分子。在红色高棉政权时期，由于政府奉行极端主义政策，导致约170万人死于处决、强迫劳动、营养不良或疾病，史称红色高棉大屠杀。
1979年，越南人民军入侵柬埔寨，推翻红色高棉政权，秀臣开始流亡生涯。1998年波尔布特去世后，秀臣宣布脱离红色高棉。2006年6月16日在金边逝世，享年86岁。
秀臣有两个弟弟：秀蒲拉西和秀木。秀蒲拉西在1978年至1992年担任柬埔寨驻联合国大使；另一个弟弟秀木亦在柬共党内担任高级职务。